# Gaston Le Révérend
Gaston Joseph Victor Le Révérend, ou Lerévérend, né le 20 octobre 1885 à Saint-Paul-de-Courtonne, décédé le 16 septembre 1962 à Villiers-le-Sec, était poète et écrivain normand, athée et anticlérical, en même temps qu'instituteur. Il a vécu à Lisieux et à Hermival-les-Vaux. Il utilisa, pour quelques rares ouvrages, le pseudonyme de Jean des Amiots.

## Œuvres
- Au pays du cidre (1910)

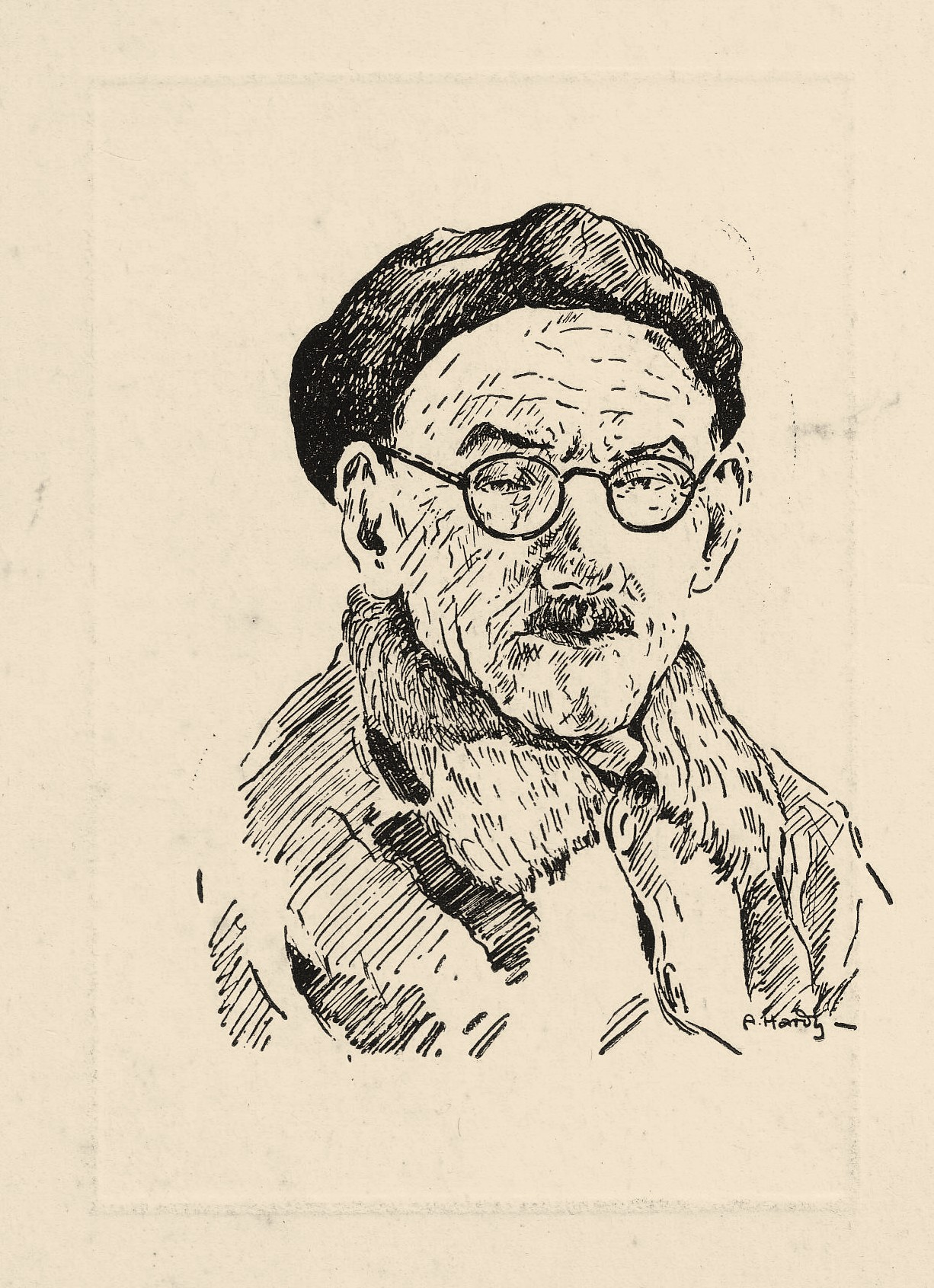
Portrait de Gaston Le Révérend par André Hardy.

- Pour le Millénaire de la Normandie (1911)
- Sous la bannière des trois lions (1912)
- De Noël aux Rois : fêtes du temps passé du pays normand (1914)
- Épitre à Damon (suivie d'un sonnet philosophique) (1917)
- L'hus entre bâyei (1919)
- Le Chemin délaissé (1919)
- Épitre à Féret (suivie d'un sonnet philosophique) (1920)
- A mes Filles (1921)
- L'Autrefois des Vieux (1921)
- Épitre à Lycidas (1921)[4]
- La Revanche du Bourgeois (1921)[4]
- Fables et Poèmes (1923)
- Divertissements littéraires (1923)
- Petite suite moderne aux Maximes et Réflexions des moralistes du grand siècle (1923)
- Auguste Bunoust, poète et curieux homme (1924)
- L'Inauguration suivi de La Cité future et autres profitables divertissements (1924)
- Autour de Montaigne (1924)
- En lisant Jean-Marc Bernard (1924)
- Jean le Houx (1925)
- Irrévérences (1927)
- Harmonies (1927)
- Le Haut-Parleur (1929)
- Le beau voyage (avec sa fille Arlette) (1932)
- Homme de luxe (1933)
- Notre Ch.-Th. Féret (1935)
- Inscriptions (en tant que Jean des Amiots) (1935)
- Épitaphes (en tant que Jean des Amiots) (1935)
- Deux saisons au Dahomey (avec sa fille Arlette) (1940)
- Quelques Rondels (1947)
- Le Chemin d'Azur (1948)
- Le coin du feu (1950)
- Le coin du feu. Suite pour 1952 (1950)
- Le banc du jardin (1955)
- L'hus Bâyi (1955)
- Mei-j'vo-l'dis (1955)
- Les poèmes du quinzième lustre - Livre premier (1956)
- Les poèmes du quinzième lustre - Livre second (1958)
- dernier Rondeau -pour annuler tous mes écrits- (1961)

Il a collaboré à :
- Les Pionniers de Normandie (2e Année - No 8, mai-juin 1919) (1919)

## Dernier écrit manuscrit

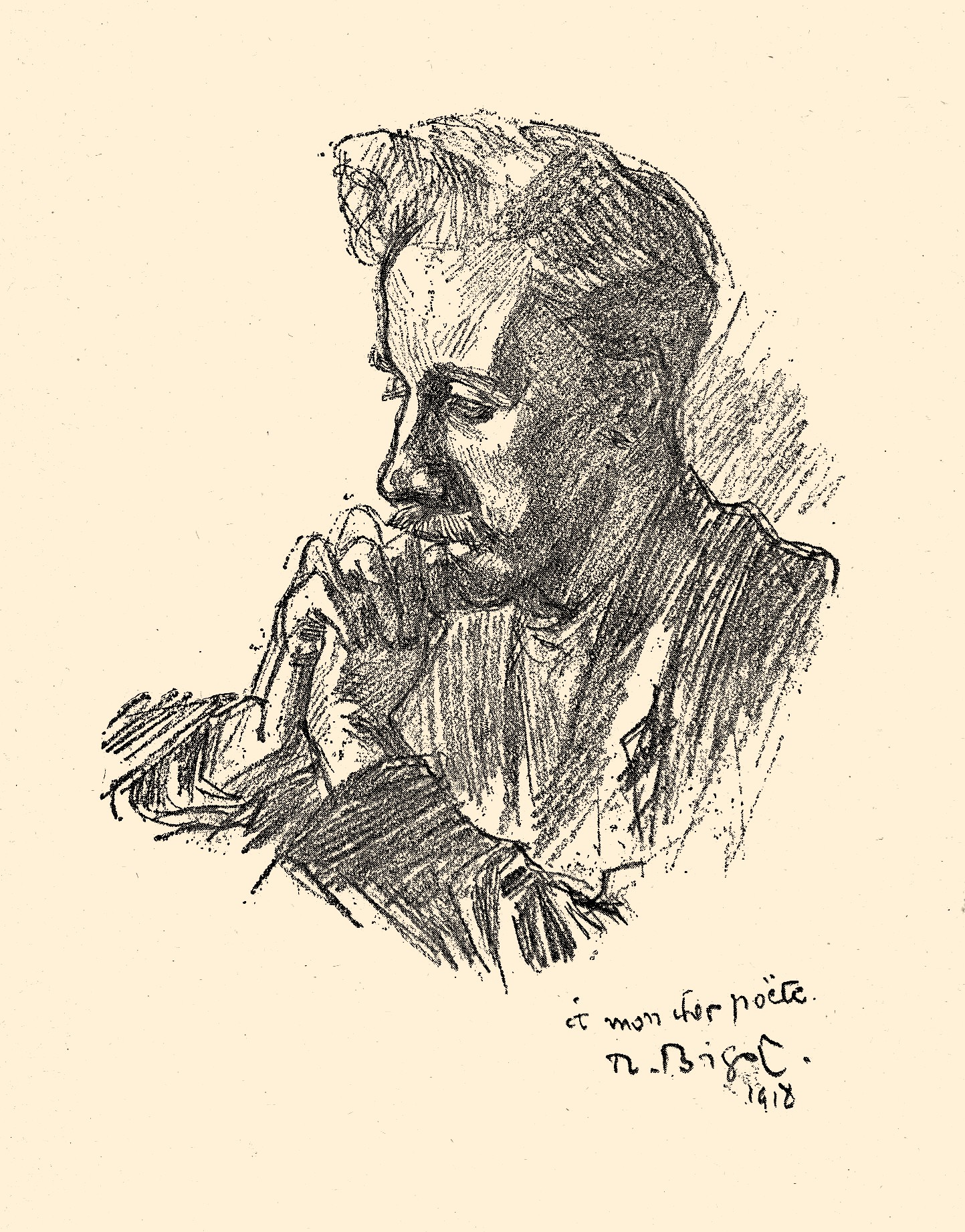
Portrait de Gaston Le Révérend par Bigot.

dernier Rondeau
pour annuler tous mes écrits
Tout est affaire de langage:
Le Mot supprimé, rien n'est plus.
Du plus profond des livres lus
Un néant muet se dégage.
Sitôt né, dans un chœur d'élus,
La voix d'un prêtre vous engage.
Ce n'est qu'affaire de langage:
Le Mot supprimé, Dieu n'est plus.
Chacun se fait un sien bagage
D'espoirs, de songes, de saluts.
Chacun s'enlise dans ses glus
Et pour son pari trouve un gage:
Tout est affaire de langage